# 水ing
水ing株式会社（スイング、英: Swing Corporation）は、東京都港区に本社を置く総合水事業会社。

## 概要
1977年4月、荏原製作所の子会社として設立。2011年4月に三菱商事、日揮が資本参加し、三社の合弁企業となった。
主に環境衛生施設（上下水道施設、公害防止プラント等）の設計、管理、施工、関連機器の販売などを行っており、和製水メジャーを目指すとしている。また、2012年（平成24年）に設立された子会社の水みらい広島は、水ingと広島県企業局が出資する日本初の民間主体による水道事業運営会社である。

## 沿革
- 1977年（昭和52年） - 荏原製作所から環境保全施設のアフターメンテナンス部門を分離独立して日本設備管理株式会社を設立[5]。同年、日本設備管理株式会社は、荏原インフィルコエンジニアリングサービス株式会社に商号を変更[5][6]。
- 1994年（平成6年） - 荏原エンジニアリングサービス株式会社に商号を変更[5][6]。
- 2009年（平成21年） - 株式会社荏原製作所および荏原環境エンジニアリング株式会社と水処理部門を統合[6]。
- 2010年（平成22年） - 三菱商事株式会社および日揮株式会社が資本参加[6]。
- 2011年（平成23年） - 水ing株式会社に商号を変更[5][6]。
- 2015年（平成27年） - 第一環境アクア株式会社の全株式を取得し完全子会社化[6]。
- 2021年（令和3年）10月1日 - 子会社の株式会社ホクセツおよびアクアエンジニアリング株式会社を吸収合併[7]。

## 関連会社
- 水ing AM株式会社[8]
- 水ing エンジニアリング株式会社[8]
- 第一環境アクア株式会社[8]
- アクアエンジニアリング株式会社[8]
- 株式会社ジェイ・チーム[8]
- 荏原工業洗浄株式会社[8]
- 株式会社水みらい小諸[8]
- 株式会社水みらい広島[8]
- 四国エンジニアリングサービス株式会社[8]

## 諸問題

### 活性炭の取引に関する独占禁止法違反
2019年11月22日、東日本地区に所在する地方公共団体が発注する活性炭販売に関し、独占禁止法に違反する行為があったとして、排除措置命令及び課徴金納付命令を受けた。課徴金は2213万円。